# 歷史與社會科學年鑑
《歷史與社會科學年鑑》（法語：Annales d'histoire économique et sociale）是一份1929年起出版的法國社會學學術期刊，由法國社會科學高等學院發行，現任主編是聖康丁昂伊夫利納-凡爾賽大學社會學教授艾提安·安那罕（Étienne Anheim）。該期刊以它作為年鑑學派出版物聞名，最初創刊於史特拉斯堡時題為《經濟社會史年鑑》，後於1939年至1945年間改題為《社會史年鑑》，惟1942年至1945年間曾短暫改名為《社會史交融》。1946年後題為《經濟、社會與文化年鑑》，至1994年改為現名。2012年，該期刊計畫推出英語線上版。

## 外部連結
- 《歷史與社會科學年鑑》在社會科學高等學院官網上的介紹 （页面存档备份，存于） （法文）